# Lakumagondanahalli, Challakere
Lakumagondanahalli là một làng thuộc tehsil Challakere, huyện Chitradurga, bang Karnataka, Ấn Độ.